# Teodoro Yangco

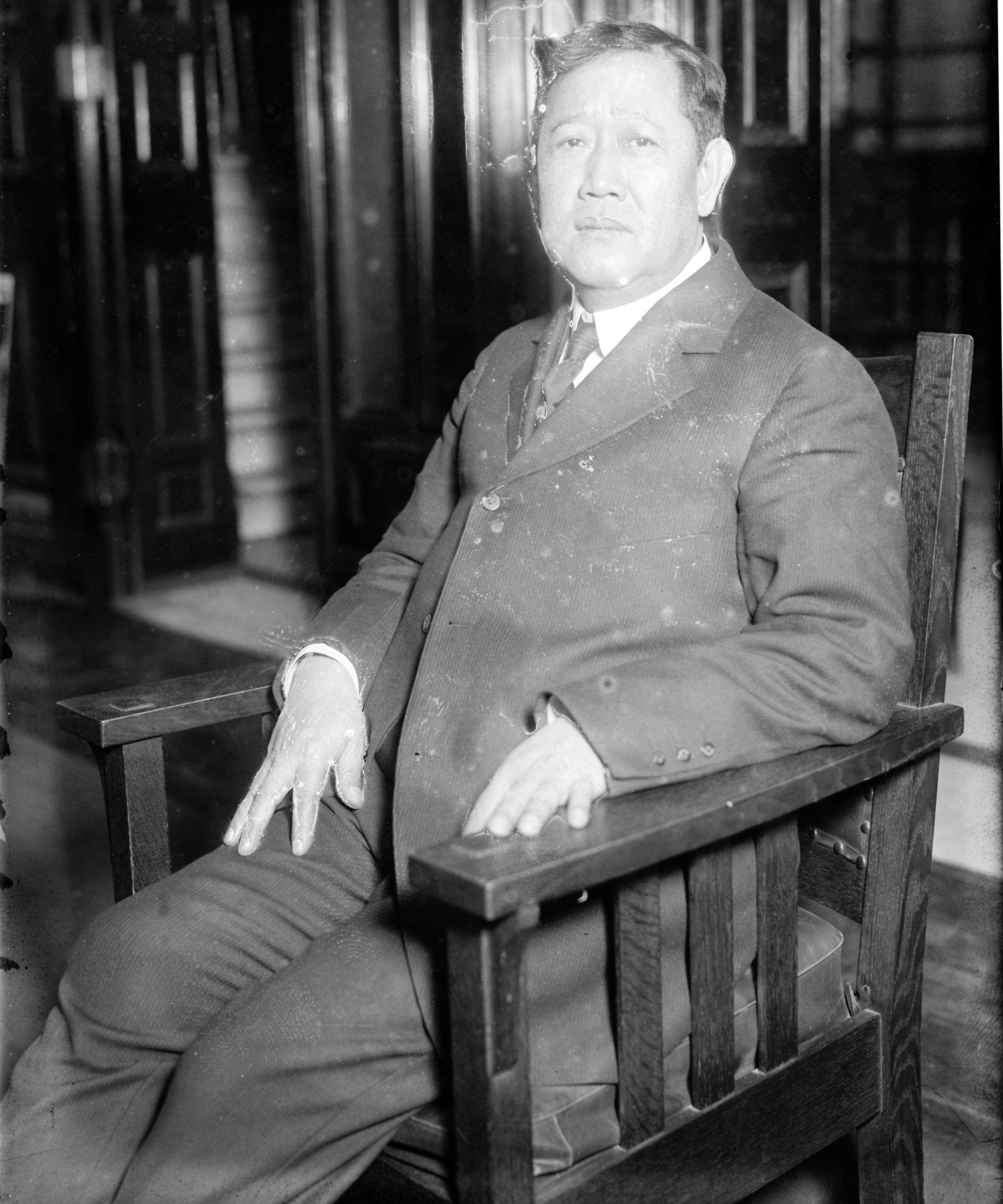
Teodoro Yangco

Teodoro Rafael Yangco (San Antonio, 9 november 1861 – 20 april 1939) was een Filipijnse zakenman en filantroop. Yangco was van 1917 tot 1920 Resident Commissioner namens de Filipijnen in het Amerikaans Huis van Afgevaardigden.

## Biografie
Teodoro Yangco werd in 1861 geboren in San Antonio in de provincie Zambales. Hij was het enige kind van Ramona Arguelles en Luis Yangco, een succesvol ondernemer. Yangco volgde onderwijs aan de Ateneo de Manila University en de University of Santo Tomas. Aansluitend studeerde hij van 1882 tot 1886 handel aan Ealings's College in Londen. Na terugkeer in de Filipijnen werkte hij in het familiebedrijf. Nadat zijn vader in 1986 een half jaar gevangen zat wegens vermeende betrokkenheid bij de ondergrondse revolutionaire beweging Katipunan vertrokken hij en zijn vader enige tijd naar Spanje. 
In 1907 begon Yangco zijn eigen scheepvaartmaatschappij. Hij bedrijf onderhield veerdiensten naar Cavite, Rizal, Laguna, Bataan en Zambales. Ook begon hij een werf waar zeilboten en stoomschepen gebouwd en gerepareerd werden en een in- en verkoop bedrijf. Yangco werd in 1917 gekozen tot Resident Commissioner namens de Filipijnen in het Amerikaans Huis van Afgevaardigden. Hij diende in deze functie van 4 maart 1917 tot 3 maart 1920. Een van zijn successen in deze periode was de goedkeuring van Amerikaanse wetgeving die Filipijns producten bevoordeelde ten opzichte van andere landen door gunstige belastingheffingen. 
Na zijn periode in de Verenigde Staten keerde hij terug naar de Filipijnen zich weer op zijn ondernemingen concentreerde. Yangco was een belangrijke sponsor van politicus Manuel Quezon. Naast zijn zakelijke activiteiten had hij ook diverse functies in maatschappelijke en charitatieve organisaties. Zo was hij president van de Anti-Tuberculose Society en van de Gota de Leche, een organisatie die zich bezighield met voedselprogramma's voor kinderen. Hij ondersteunde dergelijke organisaties ook met grote sommen geld en werd beschouwd als een van de grootste Filipijnse filantropen van zijn tijd. 
Yangco overleed in 1939 op 77-jarige leeftijd en werd begraven op North Cemetery. Hij was niet getrouwd en had ook geen kinderen. De Teodoro R. Yangco Elementary School in Tondo is ter nagedachtenis aan hem vernoemd.